# Žipotín
Žipotín, dříve také Zipotín nebo Žibotín, německy Seibelsdorf, je malá vesnice, část obce Gruna v okrese Svitavy v Pardubickém kraji. Nachází se asi 2 km na východ od Gruny. V roce 2009 zde bylo evidováno 27 adres. V roce 2001 zde trvale žilo 32 obyvatel. Je tvořena větší obytnou částí Karlín a odlehlejší původní vsí Žipotín, z níž zůstalo jen několik domů a kaple. Mezi oběma částmi probíhá silnice I/35.
Žipotín je také název katastrálního území o rozloze 3,12 km2.

## Název
Jméno vesnice bylo odvozeno od osobního jména Žipota, což byla hlásková úprava německého jména Siegbot(o). Význam místního jména byl "Žipotův majetek". Německé jméno vesnice vzniklo z českého.

## Historie
V roce 1365 se ves Žipotín objevuje mezi cimburským zbožím, které jeho majitel Jindřich z Lipé prodal v r. 1365 markraběti Janu Jindřichovi. Ke zboží tehdy náležely hrad Cimburk s městečkem (Trnávkou), Staré Město, Pacov, Lažany, Mezihoří, Petrůvka, Unerázka, Rozstání, Malíkov, Radkov, Gruna, Žipotín, Větší a Menší Bohdalov, Chornice a Jevíčko. V r. 1398 se Žipotín objevuje mezi třebovským zbožím, které zapsal markrabě Jošt Heralt z Kunštátu. V roce 1490 se ves objevuje mezi třebovským zbožím, které zapsal další z držitelů Jiří Hrabiše Kostka z Postupic Ladislavu z Boskovic. Ves se vyskytuje v urbářích třebovského panství z let 1535 až 1548 a z roku 1563. V roce 1535 se v Žipotíně uvádí dědičná rychta. V r. 1602 odprodal Ladislav Velen ze Žerotína Žipotín od třebovského panství Janu Němčickému z Němčic. Jako součást třebovského panství je ves opět uvedena v urbariální fázi z období 1775 až 1776.
Od zavedení obecního zřízení v polovině 19. století byl Žipotín samostatnou obcí. V letech 1961-1975 byl částí obce Gruna, od 1.1.1976 do 31.12.1991 byl částí města Moravská Třebová a od 1.1.1992 je opět částí obce Gruna.

## Galerie

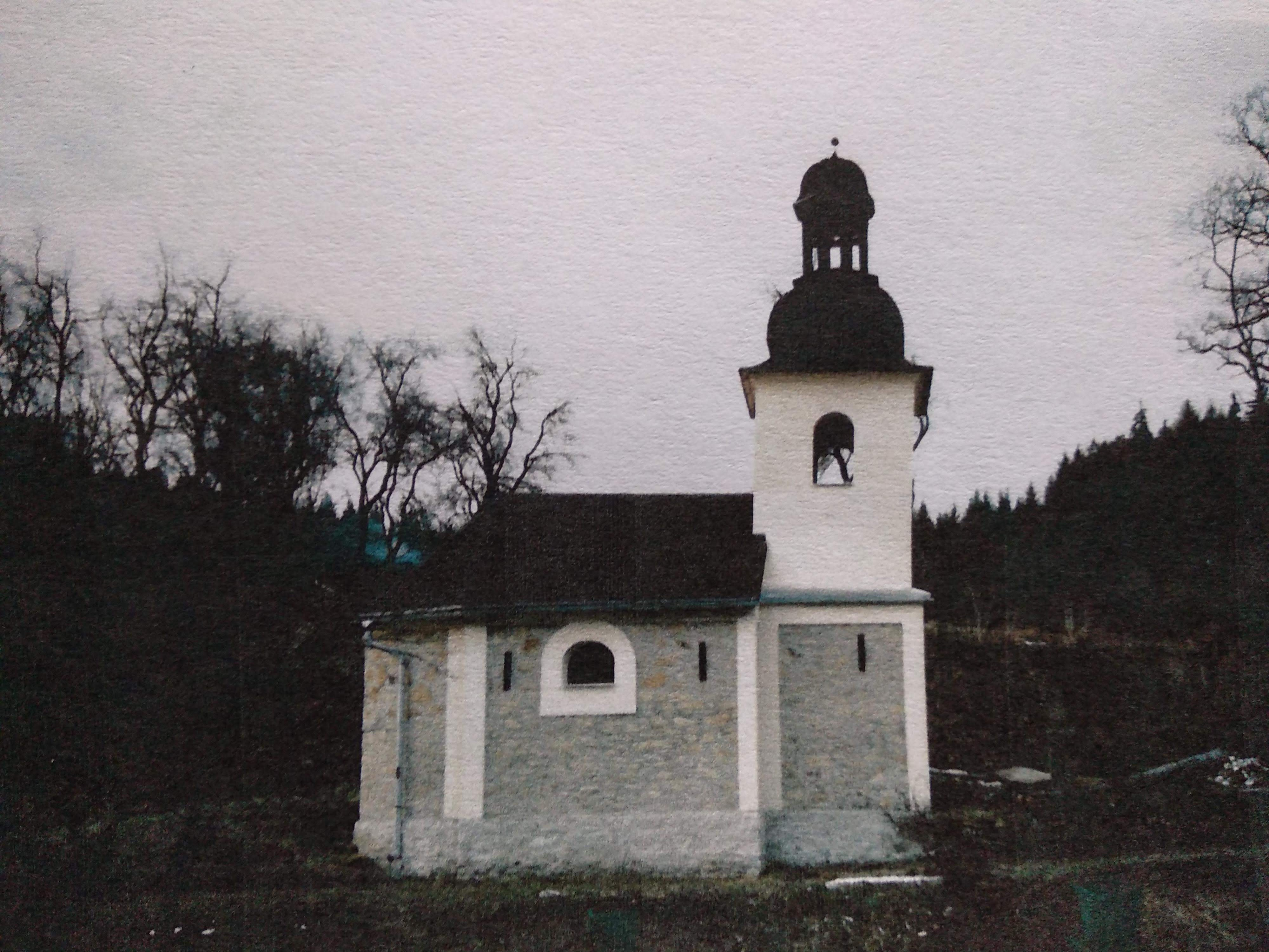
Kaple